# Akkajaure
Akkajaure ist ein Stausee am Oberlauf des Stora Luleälven beim schwedischen Nationalpark Stora Sjöfallet der Provinz Norrbottens län.

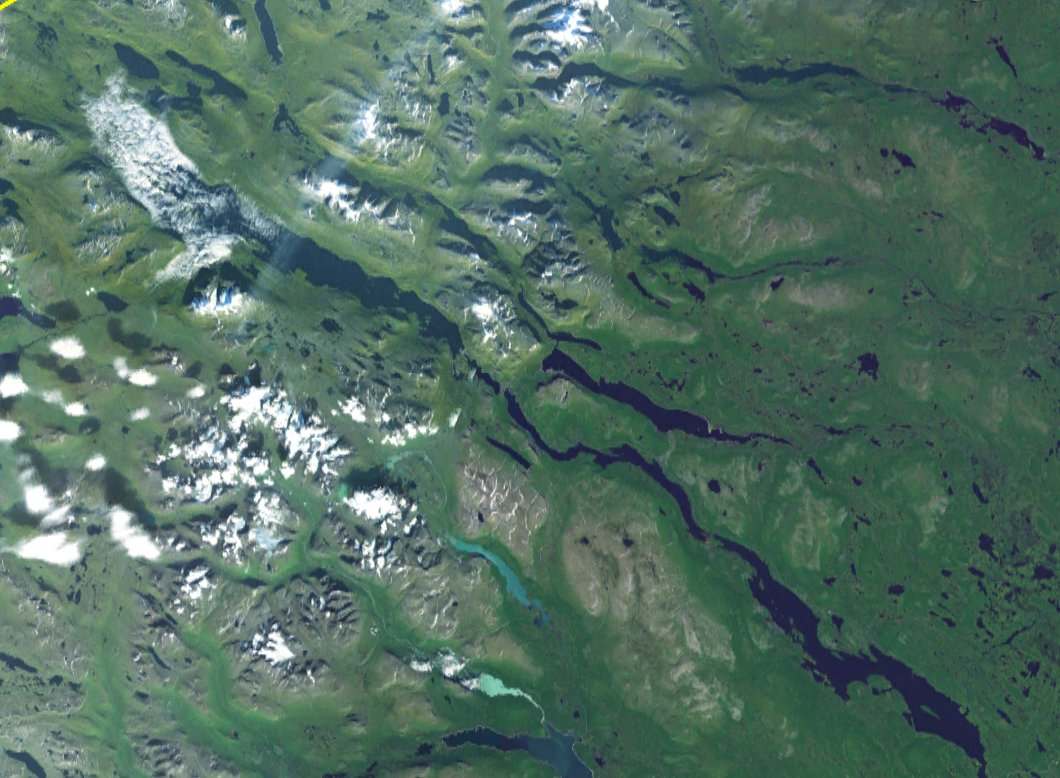
Satellitenaufnahme des Akkajaure, erstellt mit NASA World Wind

Der See liegt zwischen dem nördlichen und südlichen Teil des Nationalparks Stora Sjöfallet sowie westlich von diesem. Der See selbst gehört nicht zum Park; die Grenze verläuft auf weiten Strecken entlang der Uferlinie. Seine Wasseroberfläche variiert zwischen 94 und 242 km², der Wasserstand zwischen 423 und 453 m ü. NN; die mittlere Tiefe beträgt 30 m, die größte bei Höchststand 92 m, das maximale Stauvolumen 4,65 km³. Der Abfluss erfolgt durch die beiden für Wanderer begehbaren Suorvadämme mit ihren hydroelektrischen Energiegewinnungsanlagen. Dies ist der einzige zu Fuß begehbare Verbindung zum Nationalpark Sarek von Norden.
Am Südwestufer des Sees liegt das namensgebende Akkamassiv.
Ein wichtiger Zufluss des Akkajaure ist der Vuojatätno, der dem Stausee von Südwesten zuströmt und das Gebiet des Padjelanta-Nationalparks, des westlichen Sarek-Nationalparks und des äußersten Westens des Nationalpark Stora Sjöfallet entwässert.
Das Nordufer des Akkajaure ist durch eine Straße von Osten her erschlossen, die nördlich von Porjus vom Inlandsvägen (Europastraße 45) abzweigt.
In der Sommersaison Mitte Juni bis Anfang September besteht touristischer Bootsverkehr über den Akkajaure, der Ritsem am Nordufer mit Änonjálmme (Änonjalme) am Südufer nahe der Vuojatätno-Mündung sowie Vájsáluokta (Vaisaluokta) einige Kilometer weiter westlich verbindet. Beides sind Ausgangspunkte für Wanderer auf den Padjelantaleden sowie in die Akka- und Sarek-Bergregionen.